# Johannes Hansel
Johannes (Hans) Hansel (* 21. April 1905 in Neisse-Neuland; † 24. Juli 1970 in Beltershausen-Frauenberg) war ein deutscher Germanist und Bibliothekar.

## Wirken
Nach seiner Reifeprüfung am Gymnasium Carolinum in Neisse studierte Hansel Germanistik, Romanistik und Klassische Philologie an den Universitäten in Greifswald, Innsbruck und Paris. Im Jahre 1931 promovierte er an der Universität Greifswald. Das Staatsexamen für den höheren Schuldienst legte der dort 1929 bzw. 1932 ab. Anschließend war er einige Jahre im Schuldienst tätig. Seine bibliothekarische Tätigkeit begann er 1938 als Voluntär an der Universitätsbibliothek Greifswald, 1939 wechselte er an die Preußische Staatsbibliothek und legte dort 1940 die Fachprüfung hierfür ab. Von 1940 bis 1942 war er als Bibliothekar an der Bibliothek der Staatlichen Akademie in Braunsberg tätig, danach an der Preußischen Staatsbibliothek. Von 1945 bis 1949 hatte er einen Lehrauftrag für Germanistik an der Philosophisch-theologischen Hochschule Dillingen inne, 1949 wurde er kommissarischer Direktor der Landesbibliothek Fulda und 1950 ihr Direktor. 1955 wechselte er schließlich als Bibliothekar an die Universitätsbibliothek Marburg. An der Universität Marburg hatte Hansel seit 1962 einen Lehrauftrag für Bibliographie und Geschichte der Germanistik inne. 1969 war der Gastprofessor an der University of Maryland, College Park.
Die von Hansel veröffentlichte „Bücherkunde für Germanisten“ wurde zu einem mehrfach neu aufgelegten Standardwerk.

## Schriften
- Die Maria-Magdalena-Legende. Eine Quellenuntersuchung. Postberg, Bottrop 1937 (Dissertation Universität Greifswald 1931).
- Entwicklung und Aufgaben der Landesbibliothek Fulda. Denkschrift zur 175-Jahrfeier. Fulda 1953.
- (Mithrsg.): Festschrift für Wolfgang Stammler zu seinem 65. Geburtstag. E. Schmidt, Berlin 1953.
- Bücherkunde für Germanisten. E. Schmidt, Berlin 1959 (9. Aufl. 1991, 10. neubearb. und erweiterte Auflage bearb. von Lydia Kaiser unter dem Titel „Literaturrecherche für Germanisten“. Erich Schmidt, Berlin 2003, ISBN 3-503-06162-2).
- Personalbibliographie zur deutschen Literaturgeschichte. E. Schmidt, Berlin 1967 (2. neubearb. und ergänzte Auflage von Carl Peschek. Erich Schmidt, Berlin 1974, ISBN 3-503-00771-7).
- Friedrich-Dürrenmatt-Bibliographie (= Bibliographien zum Studium der deutschen Sprache und Literatur, Bd. 3). Gehlen, Bad Homburg v. d. H. 1968.